# トニ・ニエミネン
トニ・ニエミエン（Toni Markus Nieminen  、1975年5月31日 - ）は、フィンランド、ラハティ出身の元スキージャンプ選手。

## プロフィール
ニエミエンは1990年代初めのV字スタイル移行期にいち早くこのフォームを身につけ、16歳で1991-1992年のスキージャンプ・ワールドカップに参戦、ジャンプ週間のチャンピオンになるなどいきなり4勝するとそのまま1992年アルベールビルオリンピックのノーマルヒル(K90)で銅メダル、ラージヒル(K120)で金メダル、団体戦で金メダルを獲得した。
余勢をかってノルディックスキージュニア世界選手権でも個人・団体 の2冠を獲得した。
当時史上最年少の冬季オリンピックの金メダリストとなったニエミエンは、マッチ・ニッカネンの再来と言われ、向こう10年間はニエミエンの時代になるだろうともいわれた。しかし既に1992年当時、綺麗なV字フォームで飛行していたニエミエンだったが、以後は自身の体の成長に合わせたフォーム改良に対応できず、低迷することになった。
1994年3月17日にプラニツァ（スロベニア）で行われたスキーフライング世界選手権の公式練習で史上初めて200m以上飛んだジャンパーとなった。オーストリアのアンドレアス・ゴルトベルガーが202mを飛んだが着地に失敗、これに対してニエミネンは、203mを飛び着地にも成功し記録を塗り替えた。
2000/01シーズンは一桁順位に2度なるなどしてワールドカップ総合で21位となり復活の兆しを見せた。翌2001/02シーズンも2度一桁順位になり、10年振りにオリンピック代表に選ばれた。このソルトレークシティオリンピックでは、ノーマルヒル16位に終わった。
2003/04シーズンを最後に現役を引退。その後は、フィンランド国営テレビMTV3のジャンプコメンテーターとして活躍、またはフィンランドジュニアナショナルチームのコーチも務めている。
スキージャンプ・ワールドカップ通算9勝（2位1回3位2回）、このうち8勝は総合優勝した1991-1992年シーズンに挙げたものである。
2016年1月19日、翌週末の30-31日に行われるフィンランド選手権からの現役復帰を表明したことが報じられた。